# Flugschriften

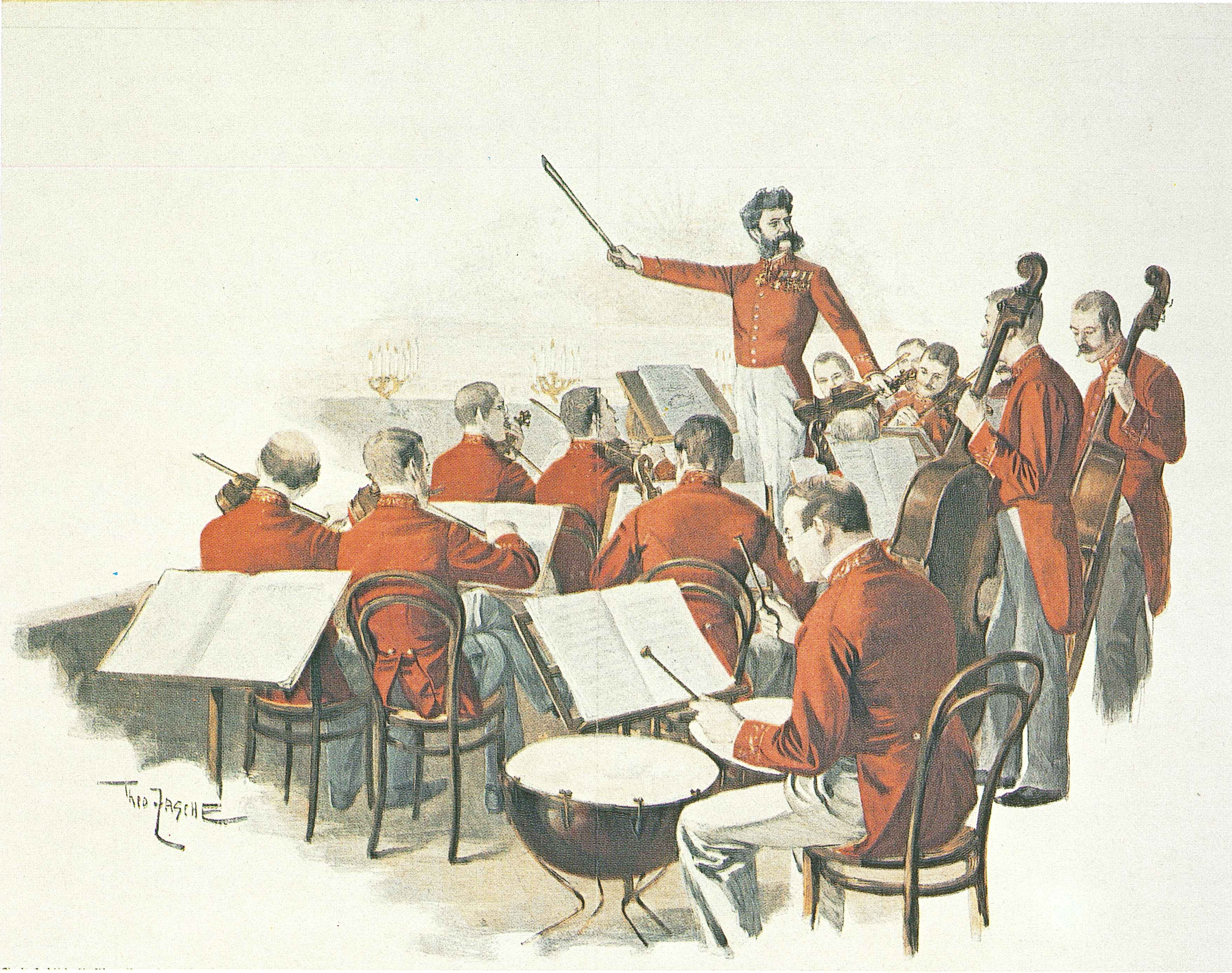
Johann Strauss (Sohn) beim Hofball, Maler Theo Zasche

Flugschriften ist ein Walzer von Johann Strauss (Sohn) (op. 300). Das Werk wurde zunächst am 17. Januar 1866 in der Wiener Hofburg und dann am 21. Januar im Sofienbad-Saal in Wien aufgeführt.

## Einzelnachweis
1. ↑  Quelle: Englische Version des Booklets (Seite 59) in der 52 CDs umfassenden Gesamtausgabe der Orchesterwerke von Johann Strauß (Sohn), Hrsg. Naxos (Label). Das Werk ist als neunter Titel auf der 20. CD zu hören.